# Кутковецька сільська рада
Куткове́цька сільська́ ра́да — адміністративно-територіальна одиниця та орган місцевого самоврядування в Чемеровецькому районі Хмельницької області. Адміністративний центр — село Кутківці.

## Загальні відомості
- Територія ради: 4,823 км²
- Населення ради: 1 605 осіб (станом на 2001 рік)
- Територією ради протікає річка Жванчик

## Населені пункти
Сільській раді підпорядковані населені пункти:
- с. Кутківці
- с. Дубівка

## Склад ради
Рада складалася з 16 депутатів та голови.
- Голова ради: Дикунець Костянтин Володимирович
- Секретар ради: Кріль Леся Володимирівна

### Керівний склад попередніх скликань
| Прізвище, ім'я, по батькові      | Основні відомості                                                                     | Дата обрання | Дата звільнення |
| -------------------------------- | ------------------------------------------------------------------------------------- | ------------ | --------------- |
| Дикунець Костянтин Володимирович | Сільський голова, 1961 року народження, освіта вища, член Української Народної Партії | 26.03.2006   | 31.10.2010      |
| Дикунець Костянтин Володимирович | Сільський голова, 1961 року народження, освіта вища, член Народного Руху України      | 31.10.2010   |                 |

Примітка: таблиця складена за даними сайту Верховної Ради України

### Депутати
За результатами місцевих виборів 2010 року депутатами ради стали:

#### За суб'єктами висування
| Суб'єкт висування | Кількість обраних депутатів | %   |
| ----------------- | --------------------------- | --- |
| Самовисування     | 16                          | 100 |

#### За округами
| № округу | Прізвище, ім'я, по батькові         | Дата визнання обраним | Освіта  | Партійна приналежність                        | Відомості про обраного депутата                         |
| -------- | ----------------------------------- | --------------------- | ------- | --------------------------------------------- | ------------------------------------------------------- |
| 1        | Маланчій Світлана Валентинівна      | 01.11.2010            | середня | позапартійна                                  | Кутковецьке відділення зв'язку, листоноша               |
| 2        | Кривошия Сергій Володимирович       | 01.11.2010            | вища    | позапартійний                                 | ДПТНЗ «Лісоводського ПАЛ», старший майстр               |
| 3        | Гуменюк Анатолій Миколайович        | 01.11.2010            | вища    | позапартійний                                 | приватний підприємець                                   |
| 4        | Гуменюк Ніна Іванівна               | 01.11.2010            | вища    | позапартійна                                  | приватний підприємець                                   |
| 5        | Кушнір Любов Іванівна               | 01.11.2010            | вища    | позапартійна                                  | Кутковецька сільська рада, завідувач                    |
| 6        | Войцехівська Тамара Дмитрівна       | 01.11.2010            | середня | позапартійна                                  | пенсіонер                                               |
| 7        | Шваченко Галина Мартинівна          | 01.11.2010            | середня | позапартійна                                  | пенсіонер                                               |
| 8        | Чайковський Володимир Володимирович | 01.11.2010            | середня | позапартійний                                 | приватний підприємець                                   |
| 9        | Куцемір Світлана Антонівна          | 01.11.2010            | вища    | позапартійна                                  | Кутковецький сільський клуб, директор                   |
| 10       | Повх Лариса Михайлівна              | 01.11.2010            | вища    | позапартійна                                  | Кутковецька сільська рада, секретар                     |
| 11       | Повх Віктор Федорович               | 01.11.2010            | вища    | позапартійний                                 | Кутковецька сільська рада, землевпорядчик               |
| 12       | Журавель Лілія Романівна            | 01.11.2010            | вища    | член Всеукраїнського об'єднання «Батьківщина» | Чемеровецьким РЕМ, електрик підстанції                  |
| 13       | Ващук Віталій Віталійович           | 01.11.2010            | вища    | член Всеукраїнського об'єднання «Батьківщина» | ДПТНЗ «Лісоводського ПАЛ», майстер виробничого навчання |
| 14       | Журавель Віталій Іванович           | 01.11.2010            | вища    | позапартійний                                 | тимчасово не працює                                     |
| 15       | Кріль Леся Володимирівна            | 01.11.2010            | середня | позапартійна                                  | Дубівський сільський клуб, директор                     |
| 16       | Дерменджі Іван Михайлович           | 01.11.2010            | середня | позапартійний                                 | ПП «Мазур», водій                                       |